# Robert Madden
Robert Madden (1978. október 25. –) skót nemzetközi labdarúgó-játékvezető. Bobby Madden néven is jegyzik.

## Pályafutása

### Nemzeti játékvezetés
A játékvezetői vizsgát 2002-ben szerezte meg, 2005-ben lett országos, 2008-ban az I. Liga játékvezetője.

### Nemzetközi játékvezetés
A Skót labdarúgó-szövetség Játékvezető Bizottsága (JB) 2010-ben terjesztette fel nemzetközi játékvezetőnek, a Nemzetközi Labdarúgó-szövetség (FIFA) bíróinak keretébe. Több nemzetek közötti válogatott és klubmérkőzést vezetett.  UEFA besorolás szerint a 4. kategóriába tevékenykedik.